# Притока

Товста синя лінія — основний водотік, тонка лінія — притока

Прито́ка (також до́плив) — водотік, що впадає в більший водотік.

## Характеристика
Притока зазвичай відрізняється від кінцевого водотоку меншою довжиною і меншою водністю (існують, проте, зворотні приклади: притокою річки Дністер є річка Стрий, яка в місці злиття має значно більшу водність; при впаданні у Волгу її притока Кама має більшу водність, ніж Волга в цьому місці), а також іншим напрямом долини. Іноді притоками називають річки, що впадають в озера та інші внутрішні водоймища.
Притоки поділяються на праві й ліві, тобто такі, що впадають відповідно з правого й лівого берегів. Розрізняють притоки різних порядків залежно від того, чи впадають вони безпосередньо в головну річку, чи в її притоки. Притоками першого порядку називаються річки, що безпосередньо впадають в головну річку, другого порядку — притоки приток першого порядку і т. д. Великі річкові системи включають до 20 порядків приток. Також існують протилежні підрахунки порядку приток: від дрібних до великих. Також притокою називають витрату води, яку принесено водотоками в озеро, водосховище, та інші водні об'єкти.